# Вале Сан Ђовани (Асти)
Вале Сан Ђовани је насеље у Италији у округу Асти, региону Пијемонт.
Према процени из 2011. у насељу је живело 75 становника. Насеље се налази на надморској висини од 162 м.